# Reece (Rapper)
Reece (* in Dortmund; bürgerlich Dominic Klaus) ist ein deutscher Rapper aus Dortmund.

## Leben
Reece begann sich als Kind für Hip-Hop zu interessieren. Erste Einflüsse waren Eminem und Beginner. Nachdem er erst einmal die Lieder von diesen nachrappte, begann er eigene Songs zu schreiben. Unter anderem trat er bei einem Team-Battle bei Feuer über Deutschland 2 an.
Reece gründete 2009 sein eigenes Independent-Label Kopfnussmusik und gab seinen Job als IT-Systemelektroniker auf. Zunächst erschien lediglich das Mixtape Final Destination. Erstes Signing wurde Akkord. Im April 2013 erschien der Disstrack Hast du jetzt was du willst?, der sich gegen den Fußballspieler Mario Götze richtete. Reece, Akkord One und M.I.K.I, alle drei große Fans von Borussia Dortmund, kritisierten damit Götzes Entscheidung den Verein hinter sich zu lassen und zum Bayern München zu wechseln. Auf Grund der harten Worte und Beleidigungen klagte Mario Götze, weil er sich in seinen Persönlichkeitsrechten verletzt fühlte und forderte 25.000 Euro Schadensersatz. Die Rapper, die diese Summe nicht aufbringen konnten, riefen per Facebook zu Spenden auf. Insgesamt kamen 3.000 Euro zusammen. Götzes Anwälte verzichteten anschließend darauf, den Schadensersatz einzutreiben. Das Geld sollte daher an die BVB-Stiftung leuchte auf gehen, diese lehnten jedoch die Zahlung auf Grund des Götze-Songs ab. Am 5. April 2013 veröffentlichte Saad sein Album SDoppelAD, bei dem Reece auf dem Track Alles egal zu hören ist. Neben seiner Labelarbeit drehte er einige Videos, unter anderem für Bosca und Saad.
Mit der ersten Veröffentlichung Malochersohn, dem Debütalbum von Reeces Kumpel M.I.K.I, stieg das Label auf Platz 94 der deutschen Charts ein. Reece selbst war auf drei Songs vertreten und Produzent des Albums. Im selben Jahr erschien sein zweites Mixtape Viel Rauch um nichts.
Im März 2015 erschien Reeces Debütalbum Paria, das Platz 37 der deutschen Charts erreichte. 2017 erschien der Sampler Suffkoppkommando 2, bei dem Reece auf 13 der 16 Songs zu hören ist. 
Im April 2019 gab Reece bekannt, sich vorerst aus dem Rapgeschäft zurückziehen. Sein Label Kopfnussmusik wurde geschlossen. Im August gab er auf Facebook bekannt, das Label doch weiterführen zu wollen, allerdings ohne andere Künstler unter Vertrag zu nehmen. Zudem gab er im November 2019 an, Deutschland verlassen zu wollen, um als digitaler Nomade durch die Welt zu reisen und Inspiration für seine Musik zu finden. Er kündigte ein Soloalbum für das zweite Quartal 2020 und eine Autobiografie an.

## Diskografie
Alben
- 2015: Paria (Kopfnussmusik)

Kollaborationen
- 2018: Pottblagen (mit M.I.K.I, Kopfnussmusik)

Mixtapes
- 2010: Final Destination (zusammen mit Ferum, Kopfnussmusik)
- 2013: Viel Rauch um nichts (Kopfnussmusik)
- 2018: Pottblagen Mixtape (mit M.I.K.I, Kopfnussmusik)

EPs
- 2014: Suffkoppkommando (mit M.I.K.I und Sonikk, Kopfnussmusik)
- 2015: BVB-EP (mit M.I.K.I und Sonikk, Kopfnussmusik)
- 2018: Gift (mit Sonikk, Kopfnussmusik)

Labelsampler
- 2014: Aus Kohle und Stahl (Kopfnussmusik)
- 2016: Aus Kohle und Stahl 2 (Kopfnussmusik)
- 2017: Suffkoppkommando 2 (Kopfnussmusik)